# Ocotea infrafoveolata
Ocotea infrafoveolata är en lagerväxtart som beskrevs av H. van der Werff. Ocotea infrafoveolata ingår i släktet Ocotea och familjen lagerväxter. Inga underarter finns listade i Catalogue of Life.